# Cà Chiavello
Cà Chiavello là một ngôi làng nhỏ (castello) ở San Marino, thuộc đô thị Faetano.